# Monitor Latino
Monitor Latino (estilizado monitorLATINO) es una lista de canciones y sencillos fundada en 2003 que clasifica las canciones en la lista según el airplay en estaciones de radio en países latinoamericanos y estaciones de radio hispanas en los Estados Unidos utilizando Radio Tracking Data, LLC en tiempo real.
Monitor Latino comenzó a monitorear estaciones de radio en México y Estados Unidos en 2003. Posteriormente, la empresa se expandió a otros mercados latinoamericanos y actualmente monitorea estaciones de radio y emite listas musicales para 19 países.
En enero de 2012, Monitor Latino comenzó a encuestar estaciones de radio en República Dominicana, Colombia, Ecuador, Venezuela y Guatemala, y publicó listas de sencillos a las que solo podían acceder suscriptores de las listas. Desde 2016, sus listas completas están disponibles para el público en general, y un archivo de sus listas semanales después de julio de 2014 está disponible en su sitio web.
Monitor Latino organiza una premiación anual denominada "Monitor Music Awards" .La compañía tiene sus oficinas en Los Ángeles, Estados Unidos y en Guadalajara, México.
Monitor Latino proporciona un total de 23[cita requerida] listas musicales de airplay, distribuidas en 19 países, 2 regiones y la nuevas listas TV Colombia y Cristiano.

## Listas
- América Latina
- Centroamérica
- México
- USA
- República Dominicana
- Colombia
- Guatemala
- Ecuador
- Venezuela
- Chile
- Argentina
- Panamá
- Uruguay
- Paraguay
- Perú
- Bolivia
- Costa Rica
- El Salvador
- Honduras
- Nicaragua
- Puerto Rico
- Cristiano
- TV Colombia

## Premios de MonitorLatino a la Radio
Monitor Latino acoge un espectáculo anual de premios donde se dan cita cientos de locutores, estaciones, y cadenas de radio para celebrar lo más relevante de la industria musical latina.
20147° Edición
El evento se realizó el 25 de agosto en Los Ángeles, Estados Unidos y la conducción estuvo a cargo de Laura G y Rafa Mercadante que acompañaron a los más de 1000 asistentes a lo largo de la noche y presentaron los homenajes especiales a Domingo Bautista y José Luis Montes Frías además de las distinciones los premiados.
Categorías y ganadores
| Categoría                                               | Ganador                                                                                        |
| ------------------------------------------------------- | ---------------------------------------------------------------------------------------------- |
| “Estación Del Año”, Mercado Principal Regional Mexicano | La 101.9                                                                                       |
| “Estación Del Año”, Mercado Grande Regional Mexicano    | KROM – 92.9                                                                                    |
| “Estación Del Año”, Mercado Mediano Regional Mexicano   | La Buena 101.9 / Benjamin Ayvar                                                                |
| “Estación Del Año”, Mercado Pequeño Regional Mexicano   | La Caliente (Tucson Az.)                                                                       |
| “Estación Del Año”, Mercado Principal Pop               | K-love 107.5                                                                                   |
| “Estación Del Año”, Mercado Grande Pop                  | Radio latina 104.5                                                                             |
| “Estación Del Año”, Mercado Mediano Pop                 | KLLE – 107.9                                                                                   |
| “Cadena Del Año”, Estados Unidos                        | José                                                                                           |
| “Estación Digital del año”, Estados Unidos              | Radio Tóxico                                                                                   |
| “Estación Tropical del Año”                             | La Mega 97.9                                                                                   |
| “Locutor Del Año”, Mercado Principal Regional Mexicano  | Ricardo Sánchez “El Mandril”de Radio Centro 93.9                                               |
| “Locutor Del Año”, Mercado Grande Regional Mexicano     | Raúl Molinar, Silvia del Valle, Andrés Maldonado “El Bueno, La Mala y El Feo” de KLNV – 106.5  |
| “Locutor Del Año”, Mercado Mediano Regional Mexicano    | Álex Lucas “El Genio Lucas” de La Buena 101.9                                                  |
| “Locutor Del Año”, Mercado Pequeño Regional Mexicano    | Oswaldo Díaz “El Show de Erazno y la Chokolata” de Tricolor 99.5                               |
| “Locutor Del Año”, Mercado Principal Pop                | Alberto Sardiñas de Amor 107.5                                                                 |
| “Locutor Del Año”, Mercado Grande Pop                   | Nelly, Jesse y Gloria “El Despertador” de Radio Latina 104.5 FM                                |
| “Locutor Del Año”, Mercado Mediano Pop                  | Ayax Mayagoitia de Planeta 103.5                                                               |
| “Estación Del Año”, Ciudad De México, Formato Inglés    | Alfa 91.3                                                                                      |
| “Estación Del Año”, Ciudad De México, Formato Pop       | Stereo Joya 93.7                                                                               |
| “Estación Del Año”, GDL/MTY, Formato Pop                | Los 40 Principales 102.7                                                                       |
| “Estación Del Año”, Norte, Formato Pop                  | Radio Latina 104.5                                                                             |
| “Estación Del Año”, Centro Occidente, Formato Pop       | Exa 104.1                                                                                      |
| “Estación Del Año”, Centro Sur, Formato Pop             | Amor 103.3                                                                                     |
| “Estación Del Año”, Ciudad De México, Formato Popular   | Ke Buena 92.9                                                                                  |
| “Estación Del Año”, GDL/MTY, Formato Popular            | La Mejor 95.5                                                                                  |
| “Estación Del Año”, Norte, Formato Popular              | La Comadre 98.5                                                                                |
| “Estación Del Año”, Centro Occidente, Formato Popular   | La Mejor 99.9                                                                                  |
| “Estación Del Año”, Centro Sur, Formato Popular         | La Tropical Caliente 102.1                                                                     |
| “Cadena del año” formato Pop                            | Exa                                                                                            |
| “Cadena Del Año” Formato Popular                        | La Mejor                                                                                       |
| Mejor Cadena inglés                                     | Reconocimiento especial a Mix la cadena en Inglés con mayor prestigio en la República Mexicana |
| “Locutor del año”, Ciudad de México, Inglés             | Antonio Esquinca de Alfa 91.3                                                                  |
| “Locutor del año”, Ciudad De México, formato pop        | Mariano Osorio de Stereo Joya 93.7                                                             |
| “Locutor del año”, GDL/MTY, Formato Pop                 | Karla López de Planeta 94.7                                                                    |
| “Locutor del año”, Norte, Formato Pop                   | Nelly Sanoja de Radio Latina 104.5                                                             |
| “Locutor del año”, Centro Occidente, Formato Pop        | Mauricio Cabrera de Exa 104.5                                                                  |
| “Locutor del año” , Centro Sur, Formato Pop             | Silvia Arreola de Mix 90.1                                                                     |
| “Locutor de año”, Ciudad De México, Formato Popular     | Gabriel Roa de La Z 107.3                                                                      |
| “Locutor del año”, GDL/MTY, Formato Popular             | Luis Covarrubias “Cepy Boy” de Banda 93.3                                                      |
| “Locutor del año”, Norte, Formato Popular               | Nicolás Díaz “El Pollito” de La Z 107.5                                                        |
| “Locutor del año”, Centro Occidente, Formato Popular    | “El Fercho” de 105.1                                                                           |
| “Locutor del año”, Centro Sur, Formato Popular          | Luis Llanes “Chiquita” de Candela 95.3                                                         |
| “Mejor Locutor de Cadena Nacional”                      | Omar Chaparro de Los 40 Principales                                                            |

## Ranking 2014
A continuación se muestra el top 10 de la lista de popularidad 2014 por países:
| Posición             | Tema                    | Artista                 |
| -------------------- | ----------------------- | ----------------------- |
| Colombia             |                         |                         |
| 1                    | Bailando                | Enrique Iglesias        |
| 2                    | Ay Vamos                | J Balvin                |
| 3                    | Apretado En El Pick Up  | Mr. Black               |
| 4                    | Eres Mia                | Romeo Santos            |
| 5                    | Ella Es Mi Fiesta       | Carlos Vives            |
| 6                    | Travesuras              | Nicky Jam               |
| 7                    | Una Cita                | Alkilados               |
| 8                    | Como Yo Le Doy          | Pitbull                 |
| 9                    | Guaya Guaya             | Don Omar                |
| 10                   | Mi Vecinita             | Plan B                  |
| República Dominicana |                         |                         |
| 1                    | Ay Vamos                | J Balvin                |
| 2                    | Eres Mia                | Romeo Santos            |
| 3                    | Travesuras              | Nicky Jam               |
| 4                    | Tus Besos               | Juan Luis Guerra        |
| 5                    | Bailando                | Enrique Iglesias        |
| 6                    | Guaya Guaya             | Don Omar                |
| 7                    | Fireball                | Pitbull                 |
| 8                    | 6 AM                    | J Balvin                |
| 9                    | Passion Whine           | Farruko                 |
| 10                   | Blame                   | Calvin Harris           |
| Estados Unidos       |                         |                         |
| 1                    | Eres Una Nina           | Gerardo Ortiz           |
| 2                    | Levantando Polvareda    | Voz De Mando            |
| 3                    | Javier El De Los Llanos | Calibre 50              |
| 4                    | La Bala                 | Los Tigres del Norte    |
| 5                    | Soltero Disponible      | Regulo Caro             |
| 6                    | El Karma                | Ariel Camacho           |
| 7                    | Hasta Que Salga El Sol  | Banda Los Recoditos     |
| 8                    | Perdóname Mi Amor       | Los Tucanes De Tijuana  |
| 9                    | Le Hace Falta Un Beso   | El Chapo De Sinaloa     |
| 10                   | Ahora Por Ley           | Los Huracanes Del Norte |